# أميديو كاربوني
أميديو كاربوني (بالإيطالية: Amedeo Carboni) مواليد 6 أبريل 1965 في أريتسو، هو لاعب كرة قدم إيطالي سابق كان يلعب كمدافع. لعب خلال مسيرته 562 مباراة سجل خلالها 8 أهداف.

## مسيرته الكروية
لعب أميديو كاربوني خلال مسيرته الاحترافية مع 7 أندية في اثنين وعشرين موسمًا وسجل خلالها 8 أهداف ضمن 562 مباراة. حيث فاز في ثلاثة مواسم بالكأس وفي موسمين بالدوري.
خاض أميديو كاربوني مسيرته مع نادي أريتسو في موسم 1984–85 لمدة موسم واحد، مشاركًا في 22 مباراة سجل خلالها هدفًا واحدًا. ثم انتقل إلى نادي باري في موسم 1985–86 لمدة موسم واحد، حيث شارك في 10 مباريات ولم يسجل أي هدف. لينتقل بعدها إلى نادي إمبولي في موسم 1986–87 لمدة موسم واحد، مشاركًا في 11 مباراة ولم يسجل أي هدف أيضًا. ثم انتقل إلى نادي بارما في موسم 1987–88 لمدة موسم واحد، مشاركًا في 28 مباراة سجل خلالها هدفًا واحدًا. هذا وانتقل لاحقًا إلى نادي سامبدوريا في موسم 1988–89 ولمدة موسمين، مشاركًا في 60 مباراة سجل خلالها هدفين. ثم انتقل بعدها إلى نادي روما في موسم 1990–91 ليلعب معه سبعة مواسم، مشاركًا في 186 مباراة سجل خلالها 3 أهداف. ليعود وينتقل من جديد، لكن هذه المرة إلى نادي فالنسيا في موسم 1997–98 ليلعب معه تسعة مواسم، مشاركًا في 245 مباراة سجل خلالها هدفًا واحدًا.

## روابط خارجية
- أميديو كاربوني على موقع الاتحاد الدولي (مؤرشف)  (الإنجليزية)
- أميديو كاربوني على موقع الاتحاد الأوربي (الإنجليزية)
- أميديو كاربوني على موقع قاعدة بيانات كرة القدم.إي يو (الإنجليزية)
- أميديو كاربوني على موقع ناشيونال فوتبول تيمز (الإنجليزية)
- أميديو كاربوني على موقع Soccerway.com (الإنجليزية)
- أميديو كاربوني على موقع عالم كرة القدم.نت (الإنجليزية)